# Space Force (televisieserie)
Space Force is een Amerikaanse televisieserie gemaakt door Steve Carell en Greg Daniels. De serie is geproduceerd door Netflix. Naast Carell spelen John Malkovich en Ben Schwartz belangrijke rollen. In mei 2020 ging het eerste seizoen van start. Het tweede seizoen volgde begin 2022.
De serie draait om het nieuwe legeronderdeel Space Force dat de Verenigde Staten een leidende rol moet geven in de ruimte.
Er zijn parallellen tussen de serie en de werkelijkheid. Zo is de eind 2019 daadwerkelijk opgerichte United States Space Force de inspiratie voor de Space Force in de serie, en is er op de achtergrond sprake van een president die door zijn gedrag en manier van communiceren gelijkenissen vertoont met president Donald Trump.